# CLB IId
A CLB IId és a CLB IIe gyorsvonati szerkocsisgőzmozdony-sorozatok voltak a Galizische Carl Ludwig-Bahn-nál (CLB).
1870 és 1871 között a CLB 18 db 1B tengelyelrendezésű mozdonyt vásárolt az Esslingeni Gépgyártól, továbbá 1878 és 1882 között a Bécsújhelyi Mozdonygyártól. Ezeket a IId és IIe sorozatba osztották be. Az 1882-es államosítás után az osztrák Császári és Királyi Osztrák Államvasutak (k.k. österreichischen Staatsbahnen, kkStB) ezeket saját pályaszámrendszerében 22.31-48 pályaszámokra számozta át. 1892-ben kazáncserét hajtottak végre rajtuk. A táblázat adatai ezekre a kazánokra vonatkoznak.
A IId sorozatú gépek nevei a következők voltak: LWÓW, KRAKÓW, JANÓW, LUBIÉN, GROM, PODOLE, ISKRA, WULKA, POŁOT és LIPZ.
1917-re mindössze három db volt csupán a kkStB állományában. Ezek a háború zűrzavarában eltűntek. Kettő valószínűleg a Lengyel Államvasutakhoz, egy Oroszországba került.
Végezetül meg kell jegyezni, hogy a 22 sorozatba még a Kronprinz Rudolf-Bahn-tól (KRB) származó gyorsvonati mozdonyok is tartoztak 22.01-04 pályaszámokkal. Ezeket 1905-ben a átszámozták 122 sorozatra (122.01-04). Ugyanígy az eredetileg KRB 10.01-09 és a  kkStB 22.11-19 pályaszámú mozdonyok szintén átszámozásra kerültek 122.11-19-re.

## Fordítás
- Ez a szócikk részben vagy egészben  a   CLB IId című német Wikipédia-szócikk fordításán alapul.  Az eredeti cikk szerkesztőit annak laptörténete sorolja fel. Ez a jelzés csupán a megfogalmazás eredetét és a szerzői jogokat jelzi, nem szolgál a cikkben szereplő információk forrásmegjelöléseként.